# William Berkeley
William FitzHardinge Berkeley (ur. 26 grudnia 1786, zm. 10 października 1857 w Berkeley Castle w hrabstwie Gloucestershire) – brytyjski arystokrata, najstarszy syn Fredericka Berkeleya, 5. hrabiego Berkeley i Mary Cole, córki Williama Cole’a.
Rodzice Williama wzięli ślub w 1785 r., jednak nie został on uznany przez Parlament, w związku z czym Frederick Mary zawarli ponownie związek małżeński w 1796 r. Dzieci urodzone przed tą datą zostały uznane za dzieci nieślubne. Po śmierci ojca w 1810 r. tytuł hrabiowski przypadł młodszemu bratu Williama, Thomasowi, pierwszemu dziecku urodzonemu po powtórnej ceremonii. William otrzymał tylko większość rodowych posiadłości ziemskich. Próbował jeszcze dochodzić swoich praw do tytułu parowskiego, ale jego roszczenia zostały w 1811 r. odrzucone przez Izbę Lordów, a późniejsze próby również były bezskuteczne.
W latach 1810–1811 zasiadał w Izbie Gmin jako reprezentant okręgu Gloucester. 10 września 1831 r. otrzymał parowski tytuł barona Segrave i zasiadł w Izbie Lordów. 17 sierpnia 1841 r. został 1. hrabią FitzHardinge. W latach 1836–1857 był Lordem Namiestnikiem Gloucestershire.
Nigdy się nie ożenił i nie pozostawił potomstwa. Po jego śmierci obydwa tytuły parowskie wygasły.